# Conselho de Ascensão

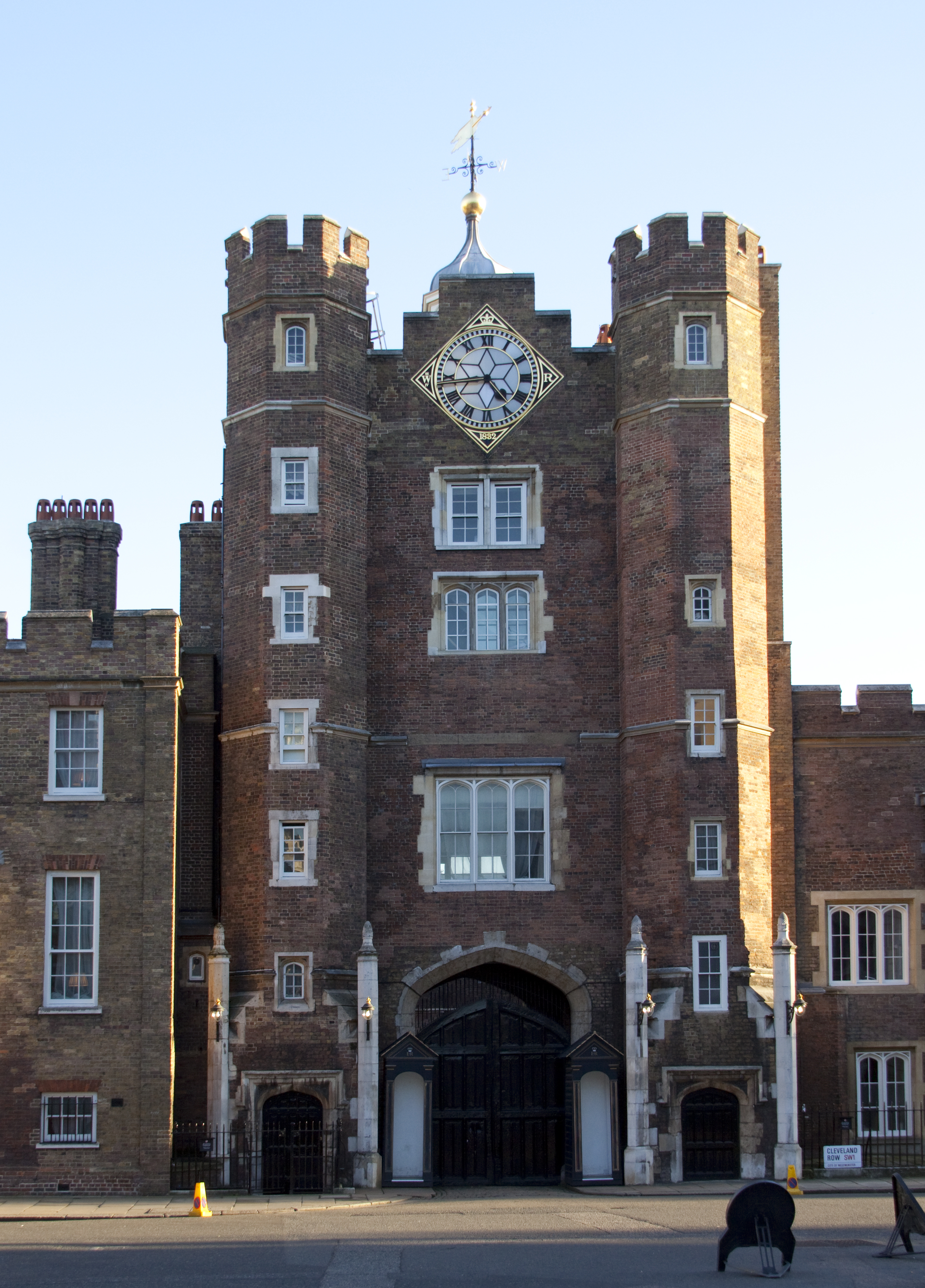
Palácio de St. James, Londres, onde o Conselho de Ascensão se reúne.

No Reino Unido, o Conselho de Ascensão (em inglês: Accession Council) é um corpo cerimonial que se reúne no Palácio de St. James após a morte de um monarca (em inglês: Demise of the Crown), para proclamar formalmente a ascensão do sucessor ao trono.
Sob os termos do Ato de Liquidação de 1701, um novo monarca ascende ao trono automaticamente no momento da morte de seu antecessor, a proclamação meramente confirma pelo nome a identidade do herdeiro que sucedeu. A proclamação do novo soberano é uma tradição muito antiga, mas a ideia de que um Conselho de AdAscensão esão o faça data da ascensão de Jaime I em 1603, quando o fato de Jaime I estar na Escócia exigia ação imediata. Antes dessa data, as proclamações eram feitas pelo próprio soberano.
O Conselho é composto por conselheiros privados, grandes oficiais de Estado, membros da Câmara dos Lordes, o prefeito da cidade de Londres, os vereadores da cidade de Londres, altos comissários da Comunidade das Nações e outros funcionários públicos.

## Proclamação
A proclamação de Ascensão do conselho, que confirma o nome sob qual o herdeiro reinará, é assinada por todos os conselheiros privados. A proclamação é tradicionalmente lida em vários locais em Londres, Edimburgo, Windsor e Iorque. Também pode ser lida em um local central de uma cidade ou vila.
A proclamação mais recente foi a de Carlos III:
| Original em inglês | Tradução em português |
| Whereas it has pleased Almighty God to call to His mercy our late Sovereign Lady Queen Elizabeth the Second of Blessed and Glorious memory, by whose Decease the Crown of the United Kingdom of Great Britain and Northern Ireland is solely and rightfully come to the Prince Charles Philip Arthur George: We, therefore, the Lords Spiritual and Temporal of this Realm, and members of the House of Commons, together with other members of Her late Majesty's Privy Council, and representatives of the Realms and Territories, Aldermen, and citizens of London and others, do now hereby, with one Voice and Consent of Tongue and Heart, publish and proclaim, that the Prince Charles Philip Arthur George, is now, by the Death of our late Sovereign of happy Memory, become our only lawful and rightful Liege Lord Charles the Third, by the Grace of God, of the United Kingdom of Great Britain and Northern Ireland, and of his other Realms and Territories, King, head of the Commonwealth, Defender of the Faith: To whom we do acknowledge all Faith and Obedience, with humble affection: beseeching God, by whom Kings and Queens do reign, to bless His Majesty with long and happy years to reign over Us. Given at St James's Palace this tenth day of September in the year of our Lord two thousand and twenty-two. GOD SAVE THE KING!!! | Considerando que Deus Todo-Poderoso desejou chamar à Sua misericórdia nossa falecida Soberana Rainha Dona Isabel Segunda de Abençoada e Gloriosa memória, em cujo Falecimento a Coroa do Reino Unido da Grã-Bretanha e Irlanda do Norte veio única e legitimamente ao Príncipe Carlos Felipe Artur Jorge: Nós, portanto, os Senhores Espirituais e Temporais deste Reino, e os membros da Câmara dos Comuns, juntamente com outros membros do Conselho Privado de Sua Majestade saudosa, e representantes dos Reinos e Territórios, Vereadores e cidadãos de Londres e outros, faz agora por este meio, com Voz e Consentimento de Palavra e Coração, publicarmos e proclamarmos que o Príncipe Carlos Felipe Artur Jorge, agora, pela Morte de nossa saudosa Soberana de feliz Memória, torna-se nosso único, legalmente e por direito Susserano Dom Carlos Terceiro, pela Graça de Deus, do Reino Unido da Grã-Bretanha e Irlanda do Norte, e de seus outros Reinos e Territórios, Rei, Chefe da Comunidade das Nações, Defensor da Fé: A quem reconhecemos toda Fé e Obediência, com humilde afeição: suplicando a Deus, por quem Reis e Rainhas reinam, para abençoar Sua Majestade com longos e felizes anos para reinar sobre Nós.' Dado no Palácio de São Jaime no décimo dia de setembro do ano de nosso Senhor dois mil e vinte e dois. DEUS SALVE O REI!!! |

### Variações no texto
O texto base pouco mudou ao longo dos anos, e embora as proclamações tenham sido expressas da mesma maneira, elas também variaram conforme necessários. As proclamações que se destacam por mudanças óbvias são:
- Em 1603, é formado pela primeira vez um Conselho de Ascensão para declarar o inicio do reinado de Jaime I porque ele não estava na Inglaterra, mas na Escócia, onde também era rei, até então a proclamação era feita pelo soberano.[4]
- Em 1660, Carlos II é proclamado como rei após a restauração da monarquia na Inglaterra e o fim do período da Comunidade Britânica de Oliver Cromwell.[6]
- Em 1689, Guilherme III e Maria II são proclamados juntos como monarcas em seu próprio direito após deporem o rei Jaime II, pai de Maria II, na Revolução Gloriosa de 1688.[7]
- Em 1936, Jorge VI é proclamado como monarca após o seu irmão mais velho, Eduardo VIII, abdicar do trono para casar com Wallis Simpson, uma norte-americana divorciada.

Os outros mantém a mesma estrutura e formulação muito semelhante, pode ser resumida em:
Considerando que [falecimento do monarca anterior] nós, portanto, [enumeração dos signatários] proclamamos e publicamos [Ascensão do novo monarca] a quem [juramento de lealdade] implorando [benção final].
No entanto, algumas diferenças interessantes apareceram com o tempo:
- A frase “torne-se nosso único, legítimo, linear e de direito senhor” perdeu o adjetivo linear em 1689.
- A memória do falecido monarca é “abençoada” na primeira vez que é citada, e “feliz” na segunda, a partir de 1837 é utilizado “abençoada e gloriosa”.
- A Coroa é chamada de Imperial em todas as proclamações, exceto, curiosamente, a de 1952.
- O estilo real muda apropriadamente de acordo com os territórios e o sexo do monarca, sendo utilizado Her Majesty ou His Majesty, embora a tradução em português utilize o estilo unissex de Vossa/Sua Majestade.
- A frase “uma voz completa” torna-se “uma voz” em 1760.
- A frase “Deus por quem os reis reinam” torna-se “reis e rainhas” para Ana em 1702, mas não para Maria II em 1689.

Uma variação interessante é encontrada na proclamação da rainha Vitória, “salvando os direitos de qualquer questão de sua falecida majestade, o rei Guilherme IV, que possa ter nascido da consorte de sua falecida majestade”. A autoridade para essa variação é a seguinte: quando Guilherme IV se tornou rei em 1830, ele tinha tido dois filhos com a sua esposa, a rainha Adelaide, mas ambos haviam morrido, então a presumível herdeira era a princesa Alexandrina Vitória, de 11 anos de idade, filha do falecido duque de Kent. Visto que a monarquia britânica não tinha nenhuma disposição permanente para governar as regências, uma lei do parlamento foi necessária.

A Lei de Regência de 1831, aprovada no primeiro ano de seu reinado, previa na seção II que:
Se, no momento da morte de vossa majestade [o rei], deixar vossa majestade [a rainha] viva e sem filhos de vossa majestade [o rei] nascidos de vossa majestade [a rainha], então o Conselho Privado fará imediatamente com que Vossa Alteza Real a princesa Alexandrina Vitória seja abertamente e solenemente proclamada como soberana deste reino de tal maneira e forma como os reis e rainhas precedentes que foram geralmente proclamados após a morte de seus respectivos predecessores, mas sujeito a e salvando os direitos de qualquer herdeiro de vossa majestade [o rei], que pode posteriormente nascer de vossa majestade [a rainha].
A lei também previa que, caso Guilherme IV morresse sem filhos antes de Vitória completar 18 anos, sua mãe, a duquesa de Kent, seria a regente, mas se uma criança legítima de Guilherme IV nascesse da rainha Adelaide após a sua morte, ocorreriam a Demise of the Crown, ou seja, a criança seria aceita como se Vitória tivesse morrido e seria proclamada imediatamente como monarca, e a rainha Adelaide se tornaria regente.
A proclamação de 1952 varia um pouco mais do que o normal, sendo:
- O estilo oficial incluía “Chefe da Comunidade das Nações” e a lista de proclamadores incluía “representantes dos membros da Comunidade das Nações”.
- “Nós reconhecemos” torna-se “seus vassalos reconhecem”.
- “Torna-se nosso único Lorde/Lady legítimo e de direito” agora é “torna-se Rainha”.
- O estilo sob o qual ela foi proclamada, “Rainha deste Reino e de todos os seus outros Reinos e Territórios [...]” não era o estilo real correto, mas isso se deve ao fato de que a “Irlanda” era inadequada desde a proclamação da república em 1949, mas o estilo ainda não havia sido alterado oficialmente até maio de 1953, mais de um ano após a ascensão.
- No Canadá, Isabel II foi proclamada “nossa única soberana legítima e de direito, Lady Isabel II, pela Graça de Deus, da Grã-Bretanha, Irlanda e dos Domínios Britânicos além dos mares, Rainha, Defensora da Fé, Suprema Senhora Soberana no Canadá e sobre ele”.
- Isabel também foi proclamada rainha da Irlanda na África do Sul.

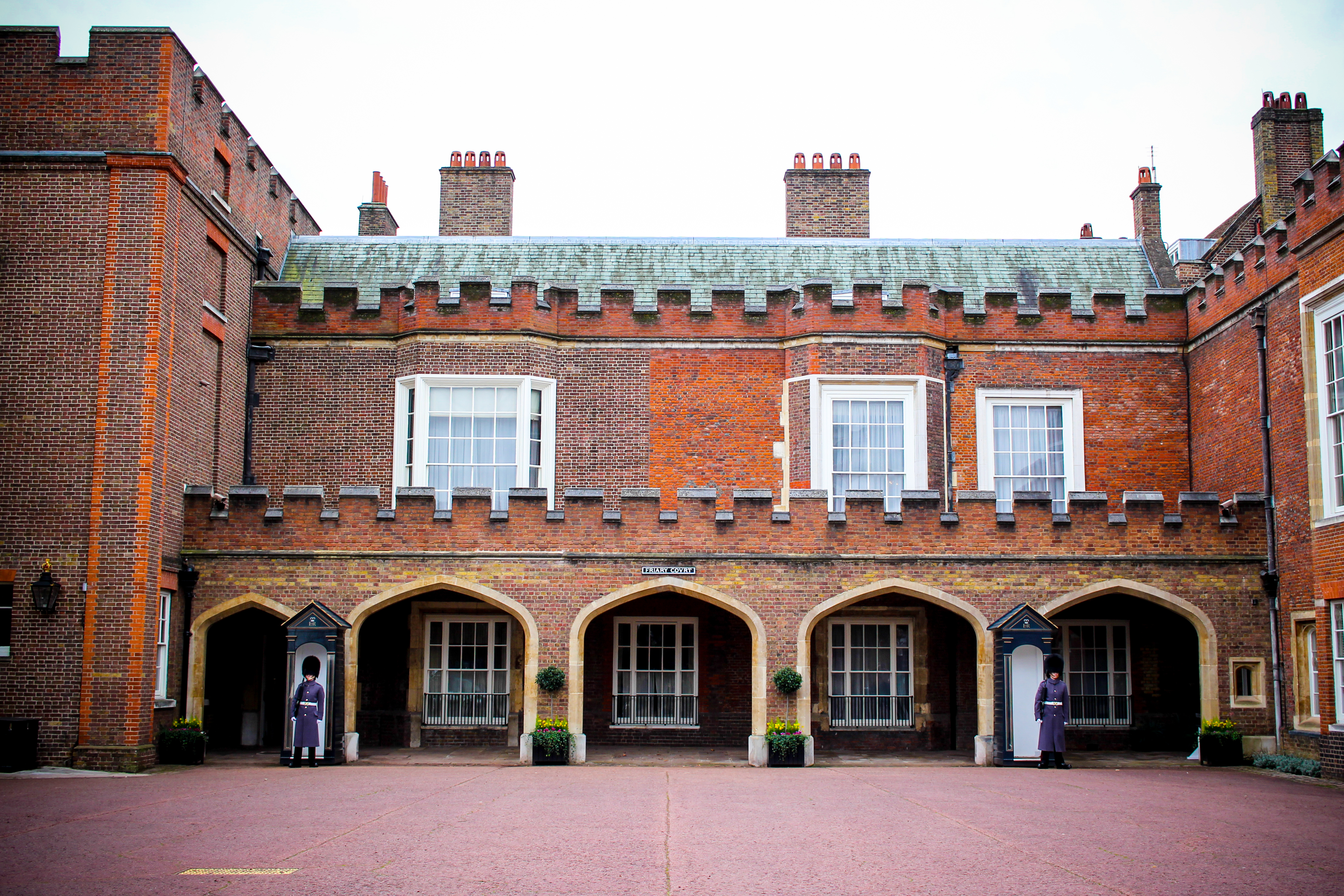
A Galeria de Proclamação, com vista para o Tribunal de Frades no Palácio de St. James, onde a proclamação é tradicionalmente lida em primeiro lugar.

## Juramentos

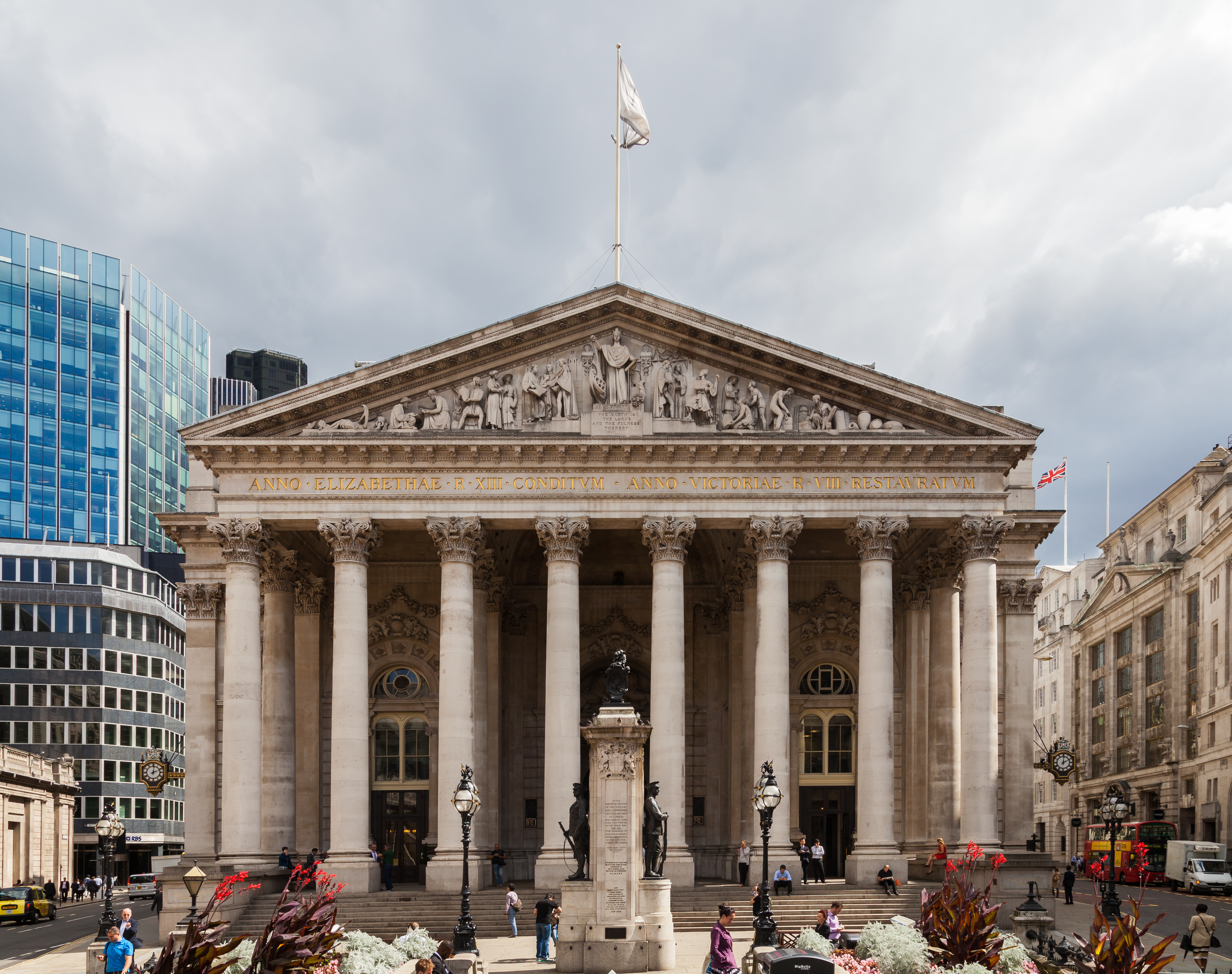
A última leitura pública em Londres é nas etapas do edifício Royal Exchange.

Sob os Atos da União 1707, os monarcas são obrigados a suceder ao trono para fazer um juramento de "manter e preservar" a Igreja da Escócia. Este juramento é normalmente feito no Conselho de Ascensão. A disposição do Artigo XXV, Seção II dos Atos da União 1707, diz respeito aos Atos da Escócia confirmados:
E, além disso, Sua Majestade com o Conselho supracitado declara expressamente e estatutos que nenhum dos Sujeitos deste Reino [Escócia] será responsável, mas todos e cada um deles para sempre livre de qualquer Teste de Juramento ou Subscrição dentro deste Reino contrário ou inconsistente com a supramencionada Religião Protestante e Igreja Presbiteriana Governo Culto e Disciplina como acima estabelecido e que o mesmo dentro dos limites desta Igreja e Reino nunca serão impostos ou exigidos deles de qualquer tipo E por último que após a morte de Sua Majestade atual (a quem Deus preserva por muito tempo), o Soberano que lhe suceder no Governo Real do Reino da Grã-Bretanha, em todo o tempo, chegará à sua Ascensão, jurando e subscrevendo que manterão e preservarão invariavelmente o dito Acordo do verdadeiro Protestante. Religião com o direito de disciplina de culto do governo e privilégios desta Igreja como acima estabelecido pelas leis deste Reino na acusação de reivindicação de direito.
Uma vez que o monarca faz um juramento sagrado para o conselho, o Garter King of Arms pisa na Galeria de Proclamação, que tem vista para o Tribunal Friary para anunciar o novo monarca.
A Rainha Isabel II estava no Quênia quando ela aderiu ao trono, e o Conselho de Ascensão, portanto, se reuniu duas vezes, primeiro para a proclamação e novamente para que a nova rainha pudesse prestar o juramento.
Após a ascensão, um novo soberano também é obrigado a fazer o que é conhecido como a Declaração de Ascensão. Isso geralmente não é feito em uma reunião do Conselho de Ascensão, mas na presença do Parlamento na primeira Abertura do Estado após a ascensão do monarca ao trono ou em sua coroação, o que ocorrer primeiro. O rei Jorge VI fez a declaração em sua coroação. Além do juramento e declaração acima, se um monarca tiver uma coroação, ele ou ela faz um Juramento de Coroação que contém referências à Igreja da Inglaterra.

## "O rei está morto. Vida longa ao rei!"
Mais informações: O rei está morto. Vida longa ao rei!
Enquanto "O Rei está morto. Viva o Rei" é comumente acreditado ser parte do texto oficial da Proclamação de Ascensão lida após a decisão do Conselho de Ascensão quanto ao legítimo herdeiro do trono, é de fato apenas tradição que faz com que seja recitado imediatamente após a proclamação ser lida em voz alta em muitas aldeias e cidades.